# Луїш Собрінью
Луїш Собрінью (порт. Luís Sobrinho, нар. 5 травня 1961, Лісабон) — португальський футболіст, що грав на позиції захисника.
Виступав, зокрема, за «Віторію» (Сетубал) та «Белененсеш», а також національну збірну Португалії, з якою був учасником чемпіонату світу.

## Клубна кар'єра
У дорослому футболі дебютував 1980 року виступами за команду «Віторія» (Сетубал), в якій провів два сезони, взявши участь у 48 матчах чемпіонату. 1982 року перейшов у «Порту», але так і не зіграв за команду жодної гри у чемпіонаті в сезоні 1982/83, тому по його завершенні повернувся в «Віторію» (Сетубал), де провів ще два роки.
Своєю грою за останню команду привернув увагу представників тренерського штабу клубу «Белененсеш», до складу якого приєднався 1985 року. Відіграв за клуб Лісабона наступні чотири сезони своєї ігрової кар'єри. Більшість часу, проведеного у складі «Белененсеша», був основним гравцем захисту команди і в останньому сезоні виграв з командою Кубок Португалії.
Влітку 1989 року Собрінью перейшов до складу новачка вищого французького дивізіону клубу «Расінг» (Париж), де теж був основним гравцем, але команда посіла 19 місце і вилетіла назад до другої ліги, після чого Луїш знову став гравцем «Віторії» (Сетубал), з якою теж вилетів з вищого дивізіону за підсумками сезону 1990/91.
У сезоні 1992/93 провів свої останні 17 матчів у вищому португальському дивізіоні, виступаючи за «Пасуш ді Феррейру», а надалі грав за нижчолігові клуби «Фелгейраш» та «Грандоленсе». Завершив ігрову кар'єру у команді третього дивізіону «Монтемор», за яку виступав протягом сезону 1997/98 років.

## Виступи за збірну
Не провівши жодної гри у складі національної збірної Португалії Собрінью був включений до заявки команди на чемпіонат світу 1986 року у Мексиці, де теж на поле не виходив.
Лише за понад два роки, 16 листопада 1988 року Собрінью дебютував в офіційних іграх у складі збірної у кваліфікаційному матчі до чемпіонату світу 1990 року проти Люксембургу (1:0). Загалом протягом кар'єри у національній команді, яка тривала 2 роки, провів у її формі 8 матчів.

## Титули і досягнення
- Володар Кубка Португалії (1):

«Белененсеш»: 1988/89